# DMG (hudební skupina)
DMG je česká rapová kapela založená v roce 1997. Skupinu tvoří dvojice raperů, kteří jsou známí pod uměleckými jmény Herbie Humus a Miky Znebedar. Původní název kapely byl DMGroove, ale později byl zkrácen pouze na DMG. Kapela byla založena v západočeském městě Cheb, odkud tito dva rapeři také pocházejí. V současnosti je jejich domovem Praha.

## Diskografie
- 2003: DMG & Polish American
- 2006: Gauč a stereo
- 2007: Easy EP
- 2013–2015: Návrat na scénu
- 2016: Néé Asi (album)

### Alba
- Néé Asi

### Singly
- Závory (prod. MCK)
- Nech všeho bejt feat. ZBK (prod. MCK)
- Nikdy neni dost feat. MCK, Erika Fečová a Honza Peroutka
- Ty prachy leží na zemi feat. MCK
- Párty Kazišuk
- Čísla (feat. MCK)
- Pusto ven
- Nikdo nebude mi říkat (feat. ZBK)
- Vypni ty média
- Šminky a vložky
- O h.vně

### Videoklipy
- Nech všeho bejt feat. ZBK /prod. MCK/ (Official Video)
- Závory /prod. MCK/ (Official Video)
- Prachy leží na zemi feat. MCK (Official Video)
- Pusto ven (Official Video)
- Nikdo nebude mi říkat feat. ZBK (Official Video)
- Vypni ty média (Official Video)
- O hovně (Official Video)